# شوجي جو
شوجي جو (城 彰 二) ولد في 17 يونيو 1975 هو لاعب كرة قدم ياباني متقاعد.

## روابط خارجية
- شوجي جو على موقع الاتحاد الدولي (مؤرشف)  (الإنجليزية)
- شوجي جو على موقع رابطة كرة القدم اليابانية للمحترفين (اليابانية)
- شوجي جو على موقع قاعدة بيانات كرة القدم.إي يو (الإنجليزية)
- شوجي جو على موقع ناشيونال فوتبول تيمز (الإنجليزية)
- شوجي جو على موقع Soccerway.com (الإنجليزية)
- شوجي جو على موقع عالم كرة القدم.نت (الإنجليزية)
- شوجي جو على موقع اللجنة الأولمبية الدولية (الإنجليزية)
- شوجي جو على موقع أوليمبيديا (الإنجليزية)

1. ↑  "معلومات عن شوجي جو على موقع national-football-teams.com". national-football-teams.com. مؤرشف من الأصل في 2016-03-06.
2. ↑  "معلومات عن شوجي جو على موقع transfermarkt.com". transfermarkt.com. مؤرشف من الأصل في 2020-03-31.
3. ↑  "معلومات عن شوجي جو على موقع viaf.org". viaf.org. مؤرشف من الأصل في 2017-01-21.

- Soccer in Japan, Retrieved 11 October 2005
- FootballDatabase, Retrieved 11 October 2005